# حفير الفوقا
حفير الفوقا من البلدات المهمة في ريف دمشق / سوريا، تقع حفير الفوقا في الهضبة القلمونية  الوسطى على الطرف الجنوبي الشرقي لسهل صيدنايا يفصلها عن مرج راهط وغوطة دمشق الشرقية جبلين هما:
( جبل ابو العطا ) و ( جبل البرابي )
.تبعد عن مدينة دمشق حوالي 35 كم شمالا، عدد سكانها حوالي 25000 نسمة.

## الأنشطة والمناخ
جوها معتدل وجميل وتنتشر فيها اشجار الفاكهة وتشتهر فيها عين للماء - نبع مياه طبيعية ومن المزروعات الكرمة العنب والمشمش والزيتون. يتوسط القرية وادي أخضر تتم سقايته بواسطة النبع الذي يعتبر شريان الحياة للوادي الجميل. ويوجد بالقرية بحيرة طبيعة ذات مساحة واسعة يطلق عليها اسم (المحفرة).

## آثارها
يوجد في بلدة حفير الفوقا أثار كثيرة منها القلعة والمدرج الأثري وأبنية أثرية وكذلك قناة مائية رومانية قديمة لها أهميتها التاريخية، ودلت الأبحاث والتنقيبات الأثرية انها تمتلك الكثير من الأماكن الأثرية التي تعود لعصور تاريخية، وتقع القرية بالقرب من بلدة صيدنايا الشهيرة بأديرتها وبمقدساتها المسيحية الهامة. 

## تاريخ حفير الفوقا
في اواخر العهد العثماني هاجر الكثير من ابناء البلدة الى بلدان اميركا الجنوبية وعدد كبير ممن هاجروا لم يعد واستقر هناك او انقطعت اخباره عن اهله
كما سيق الكثير من ابناء البلدة الى جبهات القتال العثمانية وقليل منهم من عاد
وفي زمن الاحتلال الفرنسي شارك رجال البلدة الى جانب رفاقهم من ابناء القلمون في الثورة السورية عام 1925
.
فيما بعد وفي بدايات1960 حدثت هجرة جماعية بسبب انحباس مياه الامطار لثلاث سنوات وضعف المردود الزراعي وهذه الهجرة كانت بداية الامر للمنطقة الجبلية في ( الصالحية) التي تعرف حاليا ب(ركن الدين) وبعد فترة تحول الاهالي الى سهل ( مزارع الصالحية) التي تعرف بمنطقة (برزة ، القابون ) .قبل ان يعود اهالي المنطقة بدايات 2011 مع اشتداد وطأة الحرب في اطراف دمشق . كونها منطقة امنة نسبيا
.

## السكان والديانة
اهالي حفير الفوقا مسلمون ويمتاز سكان القرية بالكرم واشهر عائلاتها.
آل حمزة آل ليلا  آل غرة وغيرها.